# Willi Domgraf-Fassbaender

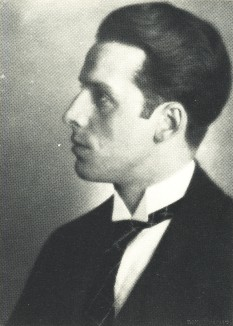
Willi Domgraf-Fassbaender auf einer Fotografie von Nicola Perscheid.

Willi Domgraf-Fassbaender, gebürtig Wilhelm Josef Maria Fassbaender (* 19. Februar 1897 in Aachen; † 13. Februar 1978 in Nürnberg) war ein deutscher Sänger (Bariton), Gesangspädagoge und Regisseur.

## Leben
Fassbaender studierte in Aachen Klavier und Musikgeschichte bei Felix Knubben, dann Gesang in Berlin bei Jacques Stückgold und Paul Bruns und schließlich in Mailand bei Giuseppe Borgatti. Er war zunächst als Konzert- und Oratoriensänger tätig, 1922 debütierte er am Aachener Stadttheater als Graf Almaviva in Die Hochzeit des Figaro.
1923 bis 1925 wirkte Fassbaender am Städtischen Opernhaus in Berlin, 1925 bis 1927 an der Düsseldorfer Oper und von 1927 bis 1928 an der Staatsoper Stuttgart. In der Stuttgarter Zeit fügte Fassbaender wegen häufiger Verwechslungen mit seinem Kollegen Wilhelm Fassbinder seinem Nachnamen den Spitznamen „Domgraf“ hinzu.
Auf Empfehlung Richard Taubers wurde er 1928 an die Staatsoper Unter den Linden in Berlin engagiert, der er bis 1948 als festes Ensemblemitglied angehörte. Nach der „Machtergreifung“ der Nationalsozialisten trat er zum 1. Mai 1933 der NSDAP bei (Mitgliedsnummer 2.849.172). Er stand 1944 in der Gottbegnadeten-Liste des Reichsministeriums für Volksaufklärung und Propaganda. Im Oktober 1945 gehörte er zu den prominenten Staatsopern-Mitgliedern deren Gagen wegen NSDAP-Mitgliedschaft stark gekürzt wurden. Nach Ende seines Berliner Engagements wechselte er zunächst nach Hannover und ging dann nach Nürnberg, wo er u. a. als Oberspielleiter (1953–1962) und Regisseur an den Städtischen Bühnen tätig war; 1964 übernahm er die Opern- und Gesangsklasse am Meistersinger-Konservatorium.

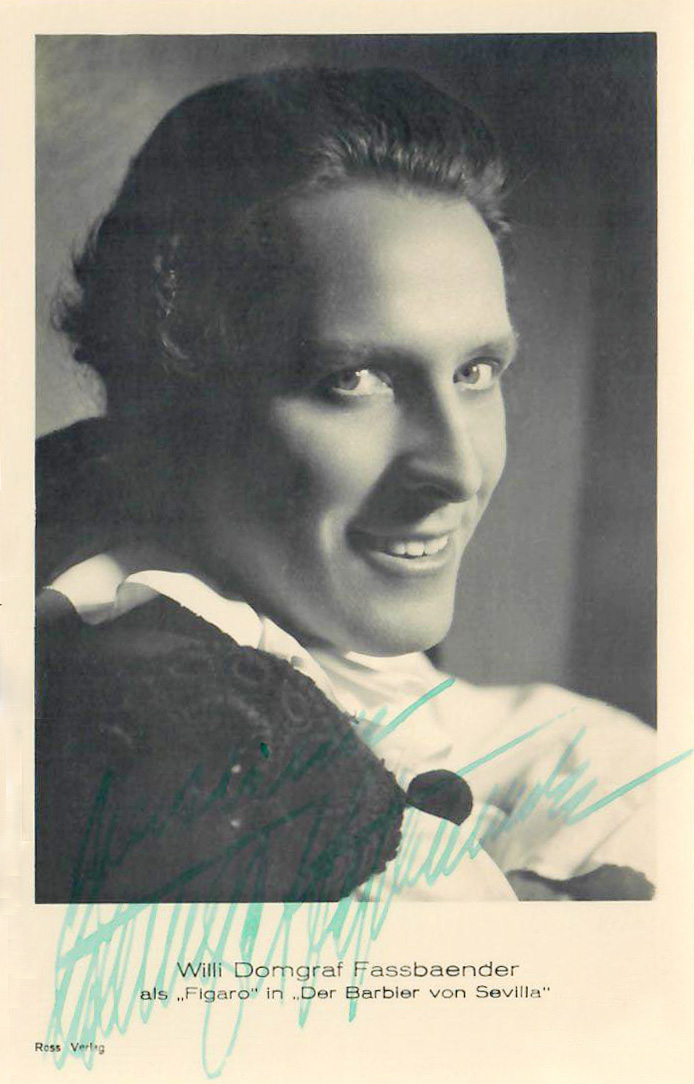
Willi Domgraf-Fassbaender als Figaro in Rossinis Oper Der Barbier von Sevilla, ca. 1928.

Gastspiele, u. a. beim Glyndebourne Festival, bei den Salzburger Festspielen und Bregenzer Festspielen sowie an der Wiener Staatsoper, dem Grand Théâtre de Genève und an der Mailänder Scala, machten ihn international bekannt. Willi Domgraf-Fassbaender reüssierte vor allem als Mozart-, Wagner- und Verdi-Interpret. Er galt als einer der führenden lyrischen deutschen Baritone seiner Zeit. Man bezeichnete ihn auch oft als den italienischsten Bariton in Deutschland. Seine größten Erfolge erzielte er nach eigenen Aussagen als Figaro (Le nozze di Figaro und Il barbiere di Siviglia) und Guglielmo (Così fan tutte), die er unter der Leitung von Otto Klemperer an der Krolloper sowie auch beim Glyndebourne Festival 1934 und 1935 unter der Leitung von Fritz Busch sang. 1937 gab er sein Debüt bei den Salzburger Festspielen als Papageno in Mozarts Zauberflöte. Er war aber auch in Partien italienischer oder französischer Opernkomponisten erfolgreich, so etwa als Rigoletto, Escamillo (Carmen), Scarpia (Tosca), Tonio (Pagliacci), Sharpless (Madama Butterfly), Ford (Falstaff), Marcello (La Bohème) oder als Charles Gérard (Andrea Chénier). Die Partie des Harlekin (Ariadne auf Naxos) sang er am 3. Juni 1934 nicht nur unter dem Dirigat des Komponisten Richard Strauss in Berlin, sondern auch am 10. September 1937 in der Erstaufführung der Oper in Frankreich im Théâtre des Champs-Élysées in Paris (Dir.: Clemens Krauss, Ariadne: Viorica Ursuleac, Bacchus: Helge Rosvaenge, Zerbinetta: Erna Berger). Häufige Partner waren der dänische Tenor Helge Rosvaenge und die rumänische (moldawische) Sopranistin Maria Cebotari.
Zum Repertoire des vielseitigen Künstlers gehörten Operetten und Filmschlager ebenso wie der Liedgesang (Klavierpartner: Hubert Giesen, Michael Raucheisen), außerdem wurde er auch ein erfolgreicher Filmschauspieler. In dem Film Die verkaufte Braut nach Friedrich Smetanas gleichnamiger Oper, der ersten deutschen Opernverfilmung überhaupt, sang er den Hans, obwohl diese Rolle eigentlich für einen Tenor gedacht ist.
Willi Domgraf-Fassbaender war außerdem ein gefragter Gesangspädagoge. Zu seinen Schülern gehörten z. B. Rita Streich, Harald Serafin, Erwin Wohlfahrt und seine Tochter, die Mezzosopranistin Brigitte Fassbaender.
Er war dreimal verheiratet, zunächst mit Mathilde Maria Henriette Reiff, danach mit Ilse Berta Emma Seeger und schließlich mit der Schauspielerin Sabine Peters. Aus dieser Ehe stammt die 1939 geborene Tochter Brigitte Fassbaender, die später eine bedeutende Mezzo-Sopranistin wurde.

## Diskografie (Auswahl)
- Johann Strauss: Die Fledermaus, mit Robert Philipp, Marie Dietrich, Adele Kern, Egon Jordan; Dirigent: Franz Lehár, Gesamtaufnahme Wien 1942, Bel Age Records.
- Wolfgang Amadeus Mozart: Die Zauberflöte (mit Helge Rosvaenge u. a.), Dirigent: Arturo Toscanini, Wien 1937 (Line Music rem. 2002).[14] Hörbeispiel: Livemitschnitt vom 30. Juli 1937 bei den Salzburger Festspielen.
- Wolfgang Amadeus Mozart: Così fan tutte (Glyndebourne Festival 1935), 2 CDs, Naxos 2004. Hörbeispiel: Gesamtaufnahme recorded 1934-35.
- Wolfgang Amadeus Mozart: Le nozze di Figaro (Glyndebourne Festival 1935, recorded 1934-35), 2 CDs, Naxos 2002.
- Fritz Busch at Glyndebourne – Mozart Opernaufnahmen, 9 CDs (W. Domgraf-Fassbaender CDs 1–4: Le nozze di Figaro und Così fan tutte), Warner 2017.
- Giacomo Puccini: La Bohème (Auszüge in dt. Sprache, 1942), 1 CD, Andromeda 2006.
- Othmar Schoeck: Das Schloß Dürande op. 53 (Berliner Staatsoper 1943), 2 CDs, Line Music 2014.
- Carl Orff: Oedipus der Tyrann (1959), 2 CDs, Myto 2010.
- The Art of Willi Domgraf-Fassbaender (Aufnahmen 1928–1933), 2 CDs, AAD 1996.
- Willi Domgraf-Fassbaender: Volkstümliche Melodien, Filmschlager, Operetten und Arien in Originalaufnahmen 1927–1935, 1 CD, RV 2000.
- German Ensemble Recordings (Arien & Lieder von Beethoven, Bizet, Kreutzer, Lortzing, Mozart, Offenbach, Smetana, Verdi, Wagner), Aufnahmen von 1931–1933, Preiser 1997.
- Mozart Singers of the Past, 2 CDs, Preiser 2005.
- Große Mozartsänger. Opernarien 1922–1942, vol. 1, Aufnahmen von den Salzburger Festspielen, Orfeo 1995.

## Filmografie (Auswahl)
- 1932: Der Sieger
- 1932: Die verkaufte Braut[15]. Video des Opernfilms
- 1932: Theodor Körner[16]
- 1933: Ich will Dich Liebe lehren / L'homme qui ne sait pas dire non (deutsche und französische Version)
- 1934: Aufforderung zum Tanz. Der Weg Carl Maria von Webers[17]
- 1938: Ein Lied von Liebe[18]
- 1940: Lauter Liebe
- 1949: Figaros Hochzeit[19]. Video des Opernfilms

## Hörbeispiele
- YouTube Playlists Willi Domgraf-Fassbaender